# Meliorationsgenossenschaft Bruchhausen-Syke-Thedinghausen
Die Meliorationsgenossenschaft Bruchhausen-Syke-Thedinghausen war ein Wasserwirtschaftsverband in den heutigen Landkreisen Diepholz, Nienburg und Verden in Niedersachsen. Er bestand von 1882 bis 1967.

## Vorgeschichte
In der ersten Hälfte des 19. Jahrhunderts besaßen die Weserdeiche um die niedersächsische Stadt Hoya sogenannte Überfälle. Diese Einkerbungen dienten dazu, den jeweiligen Deich bei Hochwasser zu entlasten, da das Wasser ab einer bestimmten Höhe ins Hinterland strömen und dieses überfluten konnte. Ein weiterer wichtiger Punkt war, dass infolge dieser Überschwemmungen der Wiesen häufig fruchtbarer Flussschlamm auf den Feldern abgelagert wurde.
1852 füllte man die Überfälle auf der linken Weserseite jedoch auf und schloss so die Deichlinie. Die Niederungen waren nun zwar geschützt, aber die Landwirte merkten schon einige Jahre später einen Rückgang der Ernten und Erträge, hervorgerufen durch das Fehlen des düngenden Schlamms. In dieser Zeit kam die Überlegung auf, die Überflutungen wieder einzuführen – allerdings künstlich und kontrolliert.

## Aufbau der Genossenschaft
Aus diesem Grunde wurde ein Plan entwickelt, welchen die Regierungen der Provinz Hannover und Preußens unterstützten. Im Jahre 1882 schlossen sich die Gemeinden Bruchhausen-Vilsen, Thedinghausen und Syke zu einer Genossenschaft zusammen. 
In den folgenden sechs Jahren wurden in der Region unter der Leitung des Baurats Heß die Bewässerungsanlagen und Projekte zur Melioration realisiert, die insgesamt 3.300.000 Goldmark kosteten. Nach deren Fertigstellung 1888 gab sich die Vereinigung den Namen Meliorationsgenossenschaft Bruchhausen-Syke-Thedinghausen. Ein Jahr darauf begann im 4.600 Hektar großen Genossenschaftsgebiet (welches die heutigen Ortschaften Bruchhausen-Vilsen, Syke, Thedinghausen, Hoyerhagen, Martfeld, Schwarme, Süstedt, Süstedt-Uenzen, Syke-Wachendorf, Syke-Gödestorf, Syke-Osterholz und Syke-Okel umfasst) die Bewässerung (in Süstedt-Uenzen erst 1903). 
Ziel der Maßnahmen war jedoch nicht nur die Bewässerung der Felder, sondern auch die Entwässerung sowie die Flurbereinigung.

## Die Anlagen
In den Zuständigkeitsbereich der Meliorationsgenossenschaft fielen 82 Kilometer Deiche, 375 Kilometer Wasserläufe und 116 Kilometer Wege und Straßen. Zudem existierten 524 Stauanlagen, 85 Brücken sowie zahlreiche Düker und Schleusenwärterhäuser. Damit war diese Melioration die weitverzweigteste in Mitteleuropa.
Das Gebiet war in 53 Reviere aufgeteilt. 
Der wohl bekannteste Kanal der Genossenschaft war der Meliorationshauptkanal. Er führte über Hoya, wo er von der Weser abzweigte, auf einer Länge von 26,8 Kilometern über Hoyerhagen, Bruchhausen und Süstedt in nordwestlicher Richtung bis Syke-Okel. Er besaß eine durchschnittliche Breite von sechs Metern und eine Tiefe von 2,50 Metern. Der mit zwölf Schleusen ausgestattete Kanal war für einen Abfluss von 13 Kubikmetern pro Sekunde konzipiert worden.

## Funktionsweise der Bewässerung

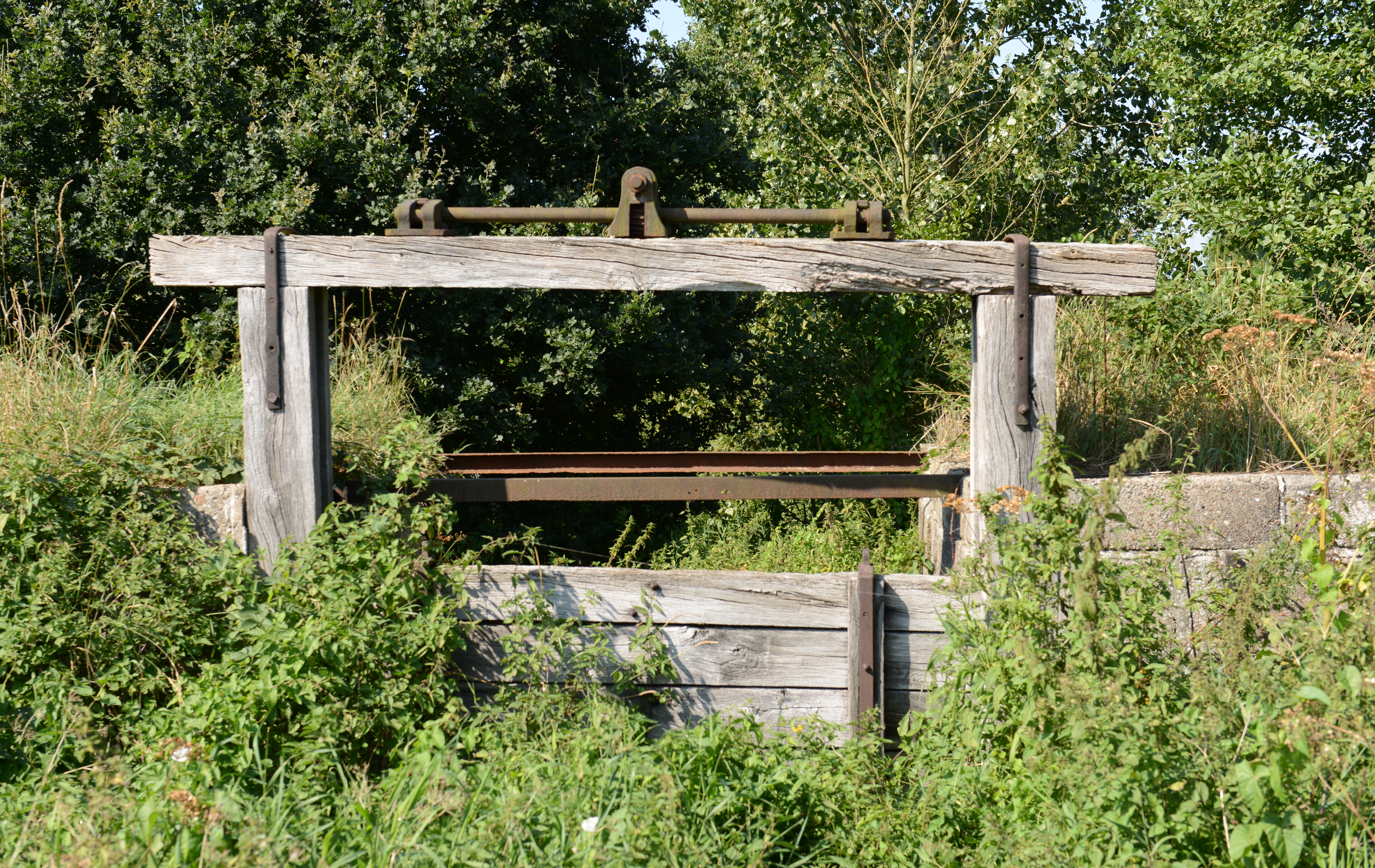
Kanalschleuse im Bereich Gödestorf

Wenn der Pegel der Weser eine bestimmte Höhe erreicht hatte, strömte das Wasser bei Hoya durch eine Schleuse in den Hauptkanal und in diesem zum eigentlichen Bewässerungsgebiet. Kleine Wehre dienten dazu, den Kanal aufzustauen, so dass das Wasser in die entsprechenden Reviere geleitet werden konnte. Dies geschah über Zuleitungskanäle. Im Einzelnen waren das der (von Nord nach Süd): 
- Thedinghausener Kanal
- Schwarmer Kanal
- Süstedt-Uenzener Kanal
- Martfelder Kanal
- Wöpser Kanal

Heß hatte geplant, sich zur Bewässerung der sogenannten Stauberieselung zu bedienen. Bei diesem Verfahren öffnete man die Einlassschleuse eines Reviers, so dass dieses nach und nach überschwemmt wurde. Durch eine gleichzeitige nicht vollständige Öffnung der Ablassschleuse wurde sichergestellt, dass der Wasserstand auf den Wiesen nie mehr als 30 bis 50 Zentimeter betrug. Nach zwei oder drei Tagen schloss man die erste Schleuse und öffnete die zweite ganz, so dass in der Folge das Wasser wieder abfließen konnte. Inzwischen hatte sich der Weserschlick abgelagert. Außerdem gewährleistete die langsame, stetige Überschwemmung eine ständige Wasserbewegung, welche Sauerstoff und Kohlensäure transportierte. 
Im gesamten Gebiet der Meliorationsgenossenschaft Bruchhausen-Syke-Thedinghausen wurde versucht, durch Leitdämme eine gleichmäßige Wasserverteilung zu gewährleisten.
Als Entwässerungsflüsse nach Norden fungierten die natürlichen Wasserläufe Eiter und Süstedter Bach. Hierfür wurden sie vertieft und begradigt. 
Grundsätzlich wurden in den Wintermonaten, wenn der Weserstrom besonders viele Sedimente und Schwebstoffe führte, alle Reviere bewässert. Im Sommer dagegen wurde lediglich der Pegel in den Gräben gehalten, um den Grundwasserpegel nicht absinken zu lassen und den Tieren die Möglichkeit zur Wasseraufnahme zu geben. Zudem beschäftigte man sich im Sommer mit der Entwässerung. 
Jeder Landwirt, der sich an der Bewässerung beteiligen wollte, musste pro Jahr und Hektar 32 Goldmark für Unterhaltung, Betrieb, Verwaltung und Verzinsung an die Genossenschaft zahlen. Hinzu kamen noch 5 Goldmark für die Revierkosten.

## Geschichte

### Probleme
In den Anfangsjahren hatte die Genossenschaft mit vielen Problemen im Kanalnetz zu kämpfen. 
So blieb zum Beispiel die Leistung der Bewässerung weit hinter den Erwartungen der Bauern zurück, da die düngende Überschwemmung wie oben erwähnt nur ab einem bestimmten Wasserstand möglich war. Dieser trat aber seltener als berechnet ein. Im Sommer konnte häufig noch nicht einmal die Anfeuchtung der Äcker, Wiesen und Felder erfolgen.
Diese Probleme wurden mit der Fertigstellung des Weserwehres bei Dörverden, das von 1899 bis 1914 gebaut wurde, behoben, da durch eine Stauung nun stets genug Wasser in den Hauptkanal fließen konnte.
Nicht beachtet wurde bei der Umsetzung des Meliorationsprojektes auch die Tiefe der Entwässerungsgräben, die zu einer teilweisen Austrocknung des Landes führte. Um diesem Dilemma entgegenzuwirken, beschloss man, nachträglich kleine Stauanlagen in die Gräben einzubauen.
Auch die von Heß favorisierte Stauberieselung konnte zu Beginn nicht vollständig umgesetzt werden, da die geplanten Leitdämme nie gebaut wurden und es oftmals zu Überstauungen kam. In diesen Fällen strömte das Wasser nicht ruhig über die Felder hinweg, sondern stand.

### Erfolg
Als Konsequenz aus diesen Problemen begann man schon 1898 mit einer umfassenden Sanierung des Meliorationsgebietes. Hierbei wurden Einrichtungen zur besseren Wasserverteilung errichtet, Flächen planiert, Grundstücke zusammengelegt, Grenzen begradigt und Wege und Polder angelegt. In den vierzig Jahren bis 1938 wurden 2.000.000 Goldmark zur Instandsetzung ausgegeben. 
Die Baumaßnahmen hatten tatsächlich den gewünschten Erfolg. In der Folgezeit konnten die Bauern und Landwirte ihre Erträge stark steigern. Allerdings musste Preußen einen Zuschuss von 1.976.000 Goldmark leisten. Diese Zahlung wird als eine der ersten Agrarsubventionen überhaupt angesehen.

### Ende
Im Zweiten Weltkrieg erlitten die Meliorationsanlagen starke Schäden, die durch ein Weserhochwasser im Jahre 1946 (mit einem Deichbruch in Hoya) noch verschlimmert wurden.
In den Jahren 1949 bis 1954 versuchte man den Erhalt der Anlagen mit einer Investition von 500.000 Mark zu sichern. Doch bedingt durch die Begradigung und Regulierung der Weser und ihrer Zuflüsse befand sich immer weniger Schlick im Wasser, wodurch die Düngung der Felder schwieriger wurde. Zudem setzte sich zur gleichen Zeit die Verwendung von Kunstdünger durch.
Die künstliche Überflutung der Niederungen wurde in der Folge fast nur noch zur Ungezieferbekämpfung angewandt. Zur Jahreswende 1961/62 stellte die Genossenschaft ihre Arbeit ein. Fünf Jahre darauf wurde sie in den Wasserverband Geestrandgraben umgewandelt. Dieser ist heute ein Mitglied des Mittelweserverbandes.

### Weitere Geschichte
Einzelne Abschnitte des Meliorationshauptkanales wurden vertieft und als Entwässerungsgraben unter dem Namen Geestrandgraben genutzt. Die meisten Kanäle und Zuleiter sind jedoch zugeschüttet worden. Nicht so die Eiter und der Süstedter Bach: Sie dienten fortan als Vorfluter im nach und nach trockengelegten Bruch.
Nach dem Ende der Tätigkeit der Genossenschaft waren die meisten Anlagen dem Verfall preisgegeben. Während der Flurbereinigung in den 1970er und 1980er Jahren wurden weitere Bestandteile des Meliorationsystems zerstört.

### Heutige Situation
Heutzutage findet man noch an einigen Stellen Hinweise auf das großangelegte Meliorationsprojekt. 
So ist der Meliorationshauptkanal zwischen Hoya und Bruchhausen-Vilsen noch recht gut erhalten. An anderen Orten kann man seinen ursprünglichen Verlauf anhand von Hecken und Feldmauern aus der Luft erkennen. Er wird heute als technisches Denkmal und Kulturdenkmal angesehen. Im Nordwesten von Bruchhausen-Vilsen finden sich noch Überreste des Süstedt-Uenzener Zuleitungskanals mit Schleusen. 
Auch in der Nähe von Syke-Gödestorf sind einzelne trockengelegte Kanalabschnitte mit einer Schleuse aus Holz noch zu besichtigen. Gleiches gilt für zahlreiche Stauvorrichtungen in Gräben um Syke-Okel.
Mittlerweile wird sich um den teilweisen Erhalt der früheren Kanäle und einiger Anlagen bemüht. Durch das Eiterbruch führt von Thedinghausen nach Bruchhausen-Vilsen, in einigen Teilen direkt an den Gräben, ein beschilderter Radweg mit vielen Hinweistafeln zur Melioration. Zudem besteht ein beschilderter Rundkurs zwischen Hoya und Bruchhausen-Vilsen, an welchem ebenfalls Informationstafeln stehen. 
Auch auf dem Wasser kann man die Meliorationskanäle erkunden. Auf der ca. 22 km langen Strecke zwischen Thedinghausen und Bruchhausen über die Eiter und die Meliorationskanäle gibt es sieben Ein- und Ausstiegsstellen, an welchen ebenfalls Hinweistafeln über die Geschichte des Meliorationsprojekt aufgestellt wurden.